# 香取神社 (幸手市大字下川崎)

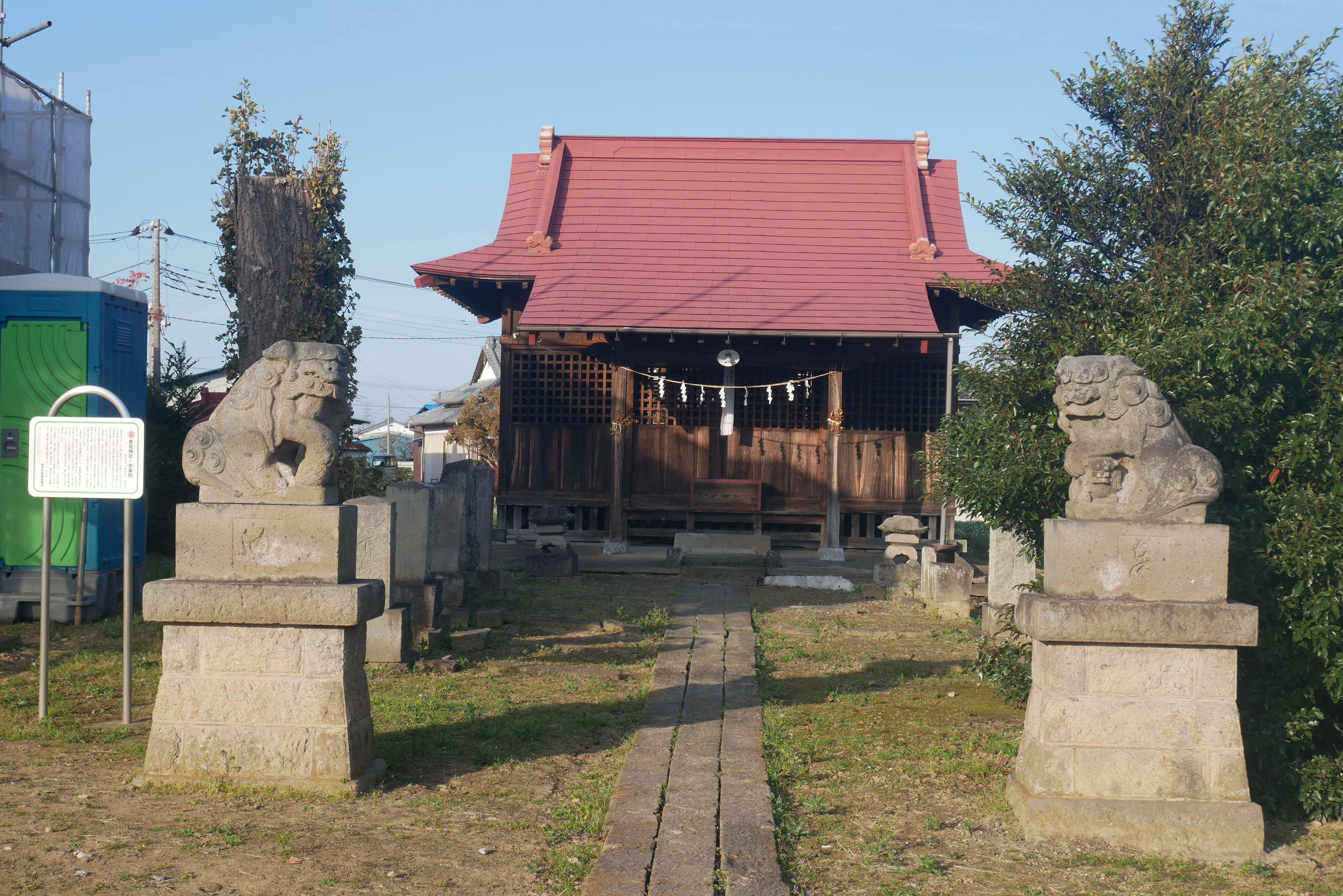
本殿

香取神社（かとりじんじゃ）は、埼玉県幸手市大字下川崎454（桜田地区）に所在する神社である。

## 概要
この香取神社の立地している大字下川崎は中世の時代に下総国葛飾郡（近世以後は武蔵国葛飾郡となる）に属していたため、同国域の総鎮守である香取神社が祀られてきた。1913年（大正2年）4月5日に天神社・香取神社・日枝神社が合祀されている。例祭は10月1日となっている。この香取神社では行事として「石投げ踊り」という盆踊りが行われており、幸手市の市指定無形民俗文化財となっている。「石投げ踊り」の他、「流し」・「田の草踊り」と称するものがあり、それぞれにお囃しと唄とがある。今日においてもこの香取神社の西側に隣接している安楽院にて、「石投げ踊り」の行事がとり行われている。「石投げ踊り」は石を投げるような動作があることからこの名が付き、「田の草踊り」は田んぼの草を取るような動作があることからこの名がつけられたとされている。また大字下川崎にはこの香取神社の他、同地区の南部にも香取神社が所在している。
境内施設として本殿、鳥居（2基）、案内板、手水舎、狛犬一対、灯籠（複数）、境内社（2社）、「幸手市指定 無形民俗文化財　石投げ踊り（昭和58年3月24日指定　幸手市教育委員会）」と記された標柱、青面金剛、「庚申塔」と彫られた石碑（3基）、「庚申社」と彫られた石碑、「經津主神社」と彫られた石碑、「大已貴命」と彫られた石碑、「衢大神」と彫られた石碑、ブランコ、鉄棒、滑り台、ベンチ、防火水槽、イチョウの木、檜の木、桜の木、ツバキ、モッコク、槇、榊の木、笹竹、リュウノヒゲなどである。

## 新田香取神社
新田香取神社（しんでんかとりじんじゃ）は、埼玉県幸手市大字下川崎664-1（桜田地区）に所在する神社である。
この新田香取神社は上記概要節の香取神社（大字下川崎の北部）が古くから集落内に所在していたのに対し、こちらは大字下川崎南部の水田などの耕地の中に所在してきた。長らくそのような環境下にあったが、近年では宅地化の影響を受け、周辺の農地は徐々に市街化の様相を見せるようになってきている。
境内施設として本殿、鳥居（香取神社の神額）、手水舎、地蔵尊、力石（複数）、「稲荷大明神」と彫られた石碑、イチョウの木、桜の木、水仙などである。